# Prémio da Crítica da Associação Portuguesa de Críticos Literários
O Prémio da Crítica do Centro Português da Associação Internacional de Críticos Literários, posteriormente Prémio da Crítica da Associação Portuguesa de Críticos Literários é um prémio literário instituído é um prémio literário instituído pelo Centro Português da Associação Internacional de Críticos Literários (CPAICL), posteriormente atribuído pela APCL - Associação Portuguesa dos Críticos Literários (fundada a partir de CPAICL).
Apesar de ser entregue a uma obra específica, o prémio foi pensado no conjunto da obra do autor vencedor. O prémio pecuniário foi financiado pela Caixa Geral de Depósitos.

## Vencedores
- (1980) David Mourão Ferreira (As Quatro Estações)
- (1981) 
  - Alexandre O’Neill (Poesias completas, 1951-1981)
  - Mário Dionísio (Terceira Idade)
- (1983) Sophia de Mello Breyner Andresen pelo conjunto da obra
- (1984) Vergílio Ferreira (Para sempre)
- (1985) 
  - Eugénio de Andrade (Branco no Branco)
  - José Saramago (O Ano da Morte de Ricardo Reis)
- (1986) Urbano Tavares Rodrigues (A Vaga de Calor)
- (1987) Fernanda Botelho (Esta Noite Sonhei com Brueghel)
- (1988) Herberto Helder (Ultima Ciência)
- (1989) José Blanc de Portugal (Enéadas: 9 Novenas)
- (1990) Maria Gabriela Llansol (Um Beijo Dado Mais Tarde)
- (1991) Pedro Tamen (Tábua das Matérias: poesias 1956-1991)
- (1992) Agustina Bessa Luís (Ordens Menores)
- (1993) Miguel Torga (Diário I)
- (1994) Maria Velho da Costa (Dores)
- (1995) Maria Judite de Carvalho (Seta Despedida)
- (1996) Augusto Abelaira (Outrora Agora)
- (1997) José Cardoso Pires (De Profundis, Valsa Lenta)
- (1998) Manuel Alegre (Senhora das Tempestades)
- (1999) Teolinda Gersão (Os Teclados)
- (2000) Nuno Júdice (Poesia Reunida (1997-2000))
- (2001) 
  - Manuel António Pina (Atropelamento e Fuga)
  - Rui Nunes (Rostos)
- (2002) 
  - Baptista Bastos (No Interior da Tua Ausência)[5][6]
  - João Rui de Sousa (Obra Poética 1960-2000)[5][6]
- (2003) Ana Hatherly (O Pavão Negro)[2]
- (2005) Fiama Hasse Pais Brandão (Contos da Imagem)

(Secção actualização em 19 de janeiro de 2019)